# Daimler Truck
Die Daimler Truck Holding AG (DTAG) ist einer der weltweit größten Nutzfahrzeug-Hersteller mit über 40 Hauptstandorten und rund 100.000 Beschäftigten. Sie entstand mit Wirkung zum 1. Dezember 2021 durch Abspaltung der Daimler Truck AG von der Daimler AG und ist seit dem 10. Dezember 2021 als eigenständiges Unternehmen an der Frankfurter Wertpapierbörse notiert. Die durch Umbenennung zum 1. Februar 2022 aus der Daimler AG hervorgegangene Mercedes-Benz Group AG hält nach dem Börsengang einen Anteil von 35 Prozent an der Daimler Truck Holding AG. Sie hat ihren Sitz in Stuttgart und die Hauptzentrale befindet sich in Leinfelden-Echterdingen.
Zu den Geschäftsfeldern Daimler Truck und Daimler Buses gehören die acht Fahrzeugmarken BharatBenz, Freightliner, FUSO, Mercedes-Benz-Lkw/Mercedes-Benz-Bus, RIZON, Setra, Thomas Built Buses und Western Star. Im Bereich mittelschwerer und schwerer Lkw über 6 Tonnen zulässigem Gesamtgewicht ist Daimler Truck Weltmarktführer. Im Jahr 2019 wurden in diesem Bereich rund 489.000 Fahrzeuge ausgeliefert. Über den Geschäftsbereich Daimler Truck Financial Services werden Finanz- und Mobilitätsdienstleistungen angeboten.
Neben den Mercedes-Benz-Lkw gehören im globalen Verbund die Marken Freightliner, Western Star, BharatBenz, Thomas Built Buses und FUSO zum Geschäftsfeld Daimler.
Das Geschäftsfeld Daimler Buses behauptete 2018 die Marktführerschaft in den Kernmärkten Europa, Mexiko, Brasilien und Argentinien und verkaufte weltweit 30.888 Fahrzeuge. Neben den Mercedes-Benz-Omnibussen gehören BharatBenz Buses, FUSO Buses und Setra zu Daimler Buses.
Am 1. Juli 2025 wurde bekannt, dass Daimler Truck wegen angeblichen Lieferungen an die Ukraine auf der Sanktionsliste Russlands landete.
Daimler Truck verkündete am 8. Juli 2025 auf einem Kapitalmarkttag, dass in Deutschland bis zu 5000 Stellen bis 2030 abgebaut werden sollen.

## Geschäftszahlen
Von den Ende 2018 insgesamt 298.683 Beschäftigten des Daimler-Konzerns (2017: 289.321) waren im Geschäftsfeld Daimler Truck 82.953 (2016: 79.483) tätig, davon 30.447 (2017: 30.424) in Deutschland sowie 16.647 in den USA (2017: 15.002). 2019 betrug der Umsatz 40,2 Milliarden Euro bei Daimler Truck und 4,7 Milliarden Euro bei Daimler Buses. Am Gesamtumsatz des Konzerns (2018: 167,4 Mrd. Euro; 2017: 164,3 Mrd. Euro) hatte Daimler Truck 2018 einen Anteil von rund 23 Prozent.
| Geschäfts- jahr | Geschäfts- feld | Umsatz in Mio. €  | EBIT in Mio. €  | Beschäftigte (31.12.) |
| --------------- | --------------- | ----------------- | --------------- | --------------------- |
| 2012            |                 | 31.389            | 1.695           |                       |
| 2013            |                 | ▲ 31.473          | ▼ 1.637         |                       |
| 2014            |                 | ▲ 32.389          | ▲ 1.878         |                       |
| 2015            | Trucks Buses    | ▲ 37.578 4.113    | ▲ 2.576 214     | 86.391 18.147         |
| 2016            | Trucks Buses    | ▼ 33.187 ▲ 04.176 | ▼ 1.948 ▲ 0 249 | ▼ 78.642 ▼ 17.899     |
| 2017            | Trucks Buses    | ▲ 35.707 ▲ 04.351 | ▲ 2.380 ▼ 0 243 | ▲ 79.483 ▲ 18.292     |
| 2018            | Trucks Buses    | ▲ 38.273 ▲ 04.529 | ▲ 2.753 ▲ 0 265 | ▲ 82.953 ▲ 18.770     |
| 2019            | Trucks Buses    | ▲ 41.600 ▲ 04.644 | ▼ 2.500 ▲ 0 283 | ▼ 81.810 ▼ 15.824     |
| 2020            | Trucks Buses    | ▼ 32.573 ▼ 03.438 | ▼ 491 0         | ▼81.308 ▼ 15.585      |
| 2021            | Gesamtkonzern   | ▲ 39.764          | ▲ 3.357         | ▲99.849               |
| 2022            | Gesamtkonzern   | ▲ 50.945          | ▲ 3.496         | ▲104.729              |
| 2023            | Gesamtkonzern   | ▲ 55.890          | ▲ 5.183         | ▼104.416              |
| 2024            | Gesamtkonzern   | ▼ 54.077          | ▼ 3.592         | ▼102.895              |

## Absatz
Offene Felder bedeuten, dass Zahlen in den älteren Geschäftsberichten zu finden sein sollten.
| Land | 2018    | 2017     | 2016     | 2015     | 2014     | 2013    | 2012    | 2011   | 2010   |
| --- | ------- | -------- | -------- | -------- | -------- | ------- | ------- | ------ | ------ |
| Gesamt | 517.300 | 470.700  | 415.100  | 502.500  | ≈496.000 |         |         |        |        |
| Westeuropa | 85.400  | 82.300   | 79.800   | 64.800   | ≈57.000  |         |         |        |        |
| davon: Deutschland | 32.900  | 31.700   | 31.500   | ≈32.000  | 29.900   | 33.500  | 31.100  | 31.200 | 30.300 |
| Großbritannien | 8100    | 9.100    | ≈8.000   | ≈9.000   | ≈8.000   | 9.400   | 6.900   | ?      | 7.600  |
| Frankreich | 9.200   | 8.200    | ≈8000    | ≈7.000   | ≈8.000   | 8.400   | 7.400   | ?      | ?      |
| NAFTA | 189.700 | 165.000  | 145.700  | 191.900  |          |         |         |        |        |
| davon USA | 160.600 | 140.200  | ≈122.000 | ≈167.000 | 141.600  | 117.800 | 113.800 | 96.900 | 62.600 |
| Kanada | ?       | ?        | ?        | ?        | 13.100   | 11.200  | 13.900  | 11.300 | 8.000  |
| Lateinamerika (ohne Mexiko) | 38.200  | 30.500   | 27.500   | ≈31.000  | ≈47.000  |         |         |        |        |
| Brasilien | 21.400  | 13.400   | 12.100   | 16.400   | 32.200   | 38.800  | 29.000  | 44.100 | 44.300 |
| Asien | 164.700 | 148.600  | ≈125.000 | ≈148.000 | ≈167.000 |         |         |        |        |
| Japan | 44.000  | 44.800   | 46.400   | 45.600   | 43.900   | 38.300  | 35.000  | 27.000 | 24.800 |
| Indonesien | 64.200  | 42.700   | 28.000   | 32.100   | 58.300   | 64.700  | 68.500  | 62.400 | 56.100 |
| Türkei | ?       | 11.800   | 9.300    | 24.900   | 22.200   | 19.500  | 18.300  | 19.900 | 14.600 |
| Taiwan (ROC) | ?       | ?        | ?        | ?        | ?        | 5.700   | 12.300  | 12.100 | 8.500  |
| Indien | ?       | 16.700   | 13.100   | 14.000   | 10.300   | 6.500   | ?       | ?      | ?      |
| Nah- und Mittelost | ?       | 23.600   | 17.600   | 36.300   |          |         |         |        |        |
| Dubai | ?       | ?        | ?        | ?        | 11.900   | 15.600  | 14.500  | 8.000  | 7.800  |
| Saudi-Arabien | ?       | ?        | ?        | ?        | 10.300   | 8.500   | 9.500   | 6.500  | ?      |
| VR China | 103.400 | 112.400  | 77.800   | 69.200   | 99.200   |         |         |        |        |
| Gesamt inkl. China | ?       | ≈583.000 | ≈493.000 | ≈572.000 | ≈595.000 |         |         |        |        |
| ~ = auf 1000 gerundete Zahlen aus den Geschäftsberichten, ? = keine Zahlen verfügbar Die Zahlen für die VR China und Gesamt inkl. China sind nur nachrichtlich zu verstehen, da die Zahlen nicht in das Ergebnis von Daimler einfließen. |         |          |          |          |          |         |         |        |        |

## Aktie
Mit Wirkung zum 21. März 2022 wurden die Aktien von Daimler Truck in den DAX aufgenommen, nachdem sie zuvor ab dem 11. Februar 2022 im MDAX gelistet waren. Grund für die kurzzeitige Aufnahme in den MDAX war das außerplanmäßige Ausscheiden von Alstria office aus dem Index.
Die Aktionärsstruktur des Unternehmens stellte sich mit Stand vom 19. Mai 2025 wie folgt dar:
| Eigentümer                  | Unternehmensanteile |
| --------------------------- | ------------------- |
| Mercedes-Benz Group AG      | 30,01 %             |
| Daimler Pension Trust e. V. | 5,19 %              |
| Kuwait Investment Authority | 4,98 %              |
| Institutionelle Investoren  | 44,79 %             |
| Private Investoren          | 15,03 %             |

## Marken
- Mercedes-Benz: leichte, mittelschwere und schwere Lkw, Stadtbusse, Regionalbusse, Reisebusse
- Freightliner: mittelschwere und schwere Lkw, Transporter
- Western Star: schwere Lkw
- Thomas Built Buses: Schulbusse
- Mitsubishi Fuso: leichte und mittelschwere Lkw
- BharatBenz: Lkw-Marke in Indien
- Setra: Regional- und Reisebusse
- TruckStore: Gebrauchtfahrzeuge, Finanzierung, Leasing, Miete, Garantie- und Serviceverträge sowie Rückkauf
- Fleetboard: Telematik und Connectivity

## Standorte von Daimler Truck
Die weltweit 24 Standorte von Daimler Truck bzw. der Tochterunternehmen liegen in Deutschland (5), der Türkei, Frankreich, Portugal, den USA (7) und Mexiko (2), Brasilien (2), Japan (4), Südafrika und Indien. Die Produktpalette umfasst leichte, mittelschwere und schwere Lkw für den Fern-, Verteiler- und Baustellenverkehr, Stadt-, Regional-, Reise- und Schulbusse sowie Kommunal- und Spezialfahrzeuge wie den Unimog. Ferner werden Fahrzeuge für den militärischen Einsatz gefertigt.

### Mercedes-Benz-Werk Wörth
Das Werk in Wörth am Rhein ist das weltgrößte Lastwagen-Montagewerk. Es hat eine Grundfläche von 2.463.186 m² und eine bebaute Fläche von 544.729 m². Die durchschnittliche Tagesproduktion liegt bei über 470 Fahrzeugen (Stand Juli 2018). 10.326 Mitarbeiter arbeiteten Ende 2019 im Werk Wörth. In Wörth werden folgende Mercedes-Benz-Lkw hergestellt:
- Actros: schwere Klasse für den Einsatz im Fernverkehr, im Schwerverkehr und im Bauverkehr
- Arocs: schwere Klasse für den Einsatz im Baugewerbe
- Atego: Verteilerverkehr in der Stadt
- Antos: Sattelzugmaschinen und Pritschenwagen speziell für den Einsatz im schweren Verteilerverkehr
- Econic: Kommunal-, Sammel- und Verteilerverkehr
- Unimog: Geländegängiges Fahrzeug als Geräteträger
- Zetros: hochgeländegängiger, schwerer Lkw

#### Geschichte des Werks Wörth
- 1963: Produktionsbeginn von Lkw-Fahrerhäusern, etwa 100 Beschäftigte
- 1965: Anlauf Lkw-Montage, erstes Komplett-Fahrzeug
- 1973: Produktionsbeginn der Baureihe NG (Neue Generation)
- 1984: Anlauf der Produktion der Baureihe LN
- 1988: Produktionsbeginn des Mercedes-Benz SK
- 1989: Inbetriebnahme Zentrales Ersatzteillager in Germersheim, Ersatzteilservice ausgelagert
- 1996/1997: Anlauf des Mercedes-Benz Actros
- 1998: Ablösung der Baureihe LN durch die Baureihe Atego
- 2000: Baubeginn Industriepark Wörth
- 2001: Start der Axor-Produktion
- 2002: Verlagerung der Unimog- und Econic-Produktion nach Wörth
- 2004: Facelift Atego
- 2008: Anlauf des Zetros, Einweihung des Entwicklungs- und Versuchszentrums für Lkw
- 2010: Produktionsbeginn für den modellgepflegten Atego, Erweiterung I-Park
- 2011: Anlauf der neuen Modellgeneration des Mercedes-Benz Actros

### Mercedes-Benz-Werk Mannheim
Im Werk Mannheim werden Dieselmotoren für Lkw produziert und montiert. In der eigenen Gießerei werden neben Zylinderkurbelgehäusen, Schwungscheiben und Zylinderköpfen auch Lkw-Achsen gegossen. Außerdem werden in Mannheim Fahrzeuge (z. B. B-Klasse, Sprinter) auf Erdgasantrieb umgerüstet sowie Brennstoffzellenfahrzeuge gebaut.
Auf dem gleichen Gelände befindet sich auch eines der Werke der europäischen Daimler Buses GmbH (bis 2023 EvoBus GmbH). Hier werden die Mercedes-Benz-Stadtbusse (Citaro) sowie die Rohkarosserien für die Reisebusfertigung im Werk Ulm produziert.

### Mercedes-Benz-Werk Gaggenau

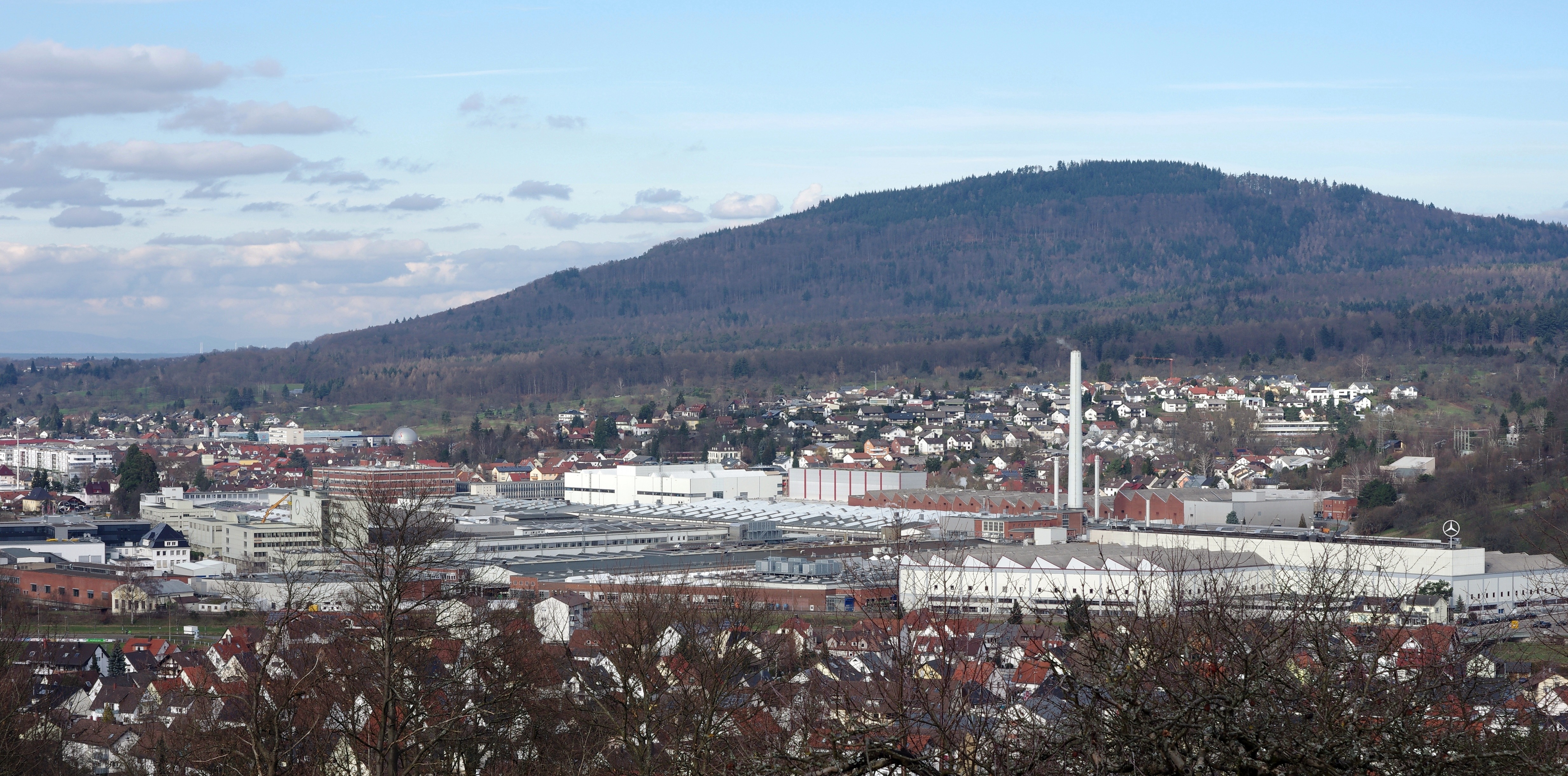
Mercedes-Benz-Werk Gaggenau

In Gaggenau werden Getriebe und Außenplanetenachsen für Lkw produziert. Zu den Erzeugnissen zählen manuelle und automatisierte Schaltgetriebe, Nutzfahrzeugachsen (AP und Portalachsen) und Drehmomentwandler für Pkw-Automatikgetriebe. Weiterhin werden Produkte im Bereich der Zerspanungstechnologie, Umformtechnik (Pressteile für Mercedes-Benz A- und B-Klasse) und Dienstleistungen im Bereich der internationalen Logistik angeboten. Im 1971 errichteten Werkteil Rastatt, der im allgemeinen Sprachgebrauch Getriebewerk Rastatt genannt wird, werden Getriebe für Lkw und die A- und B-Klasse gefertigt. Zum Werk Gaggenau gehört das Presswerk Kuppenheim, das Karosserieteile für Lkw und Pkw fertigt. Von 1951 bis 2002 wurde in Gaggenau der Unimog montiert.
Das Werk beschäftigt über 6000 Mitarbeiter (31. Dezember 2019) und ist der größte Industriebetrieb im Schwarzwald.
Das Gaggenauer Werk wurde im Jahr 1894 als Bergmann Industriewerk gegründet. Damals wurden Dampfmaschinen und Automaten gefertigt. Ab 1895 wurde im Murgtal mit dem „Orient Express“ das erste Serienautomobil produziert. Es ist somit das älteste durchgehend genutzte Automobilwerk der Welt. Drei Jahre später stellte Bergmann dort die ersten Lkw und Omnibusse her. Mit der Produktion einer „Vorrichtung zur Änderung der Geschwindigkeit von Motorfahrzeugen“ begann im Jahr 1895 auch der Getriebebau in Gaggenau. 1907 wurde das Werk von der Benz & Cie. Rheinische Gasmotorenfabrik in Mannheim übernommen. Die Benz-Werke Gaggenau GmbH wurden 1926 durch die Fusion von Daimler und Benz Teil der Daimler-Benz AG.

### Mercedes-Benz-Werk Kassel
In Kassel werden seit 1970 mit rund 3000 Beschäftigten Achsen für Nutzfahrzeuge des Konzerns produziert. Es handelt sich um das ehemalige Nutzfahrzeugwerk von Henschel, das Daimler-Benz durch die Übernahme von Hanomag-Henschel integrieren konnte.

### Daimler Truck North America
- Cleveland Truck Manufacturing Plant, Cleveland (North Carolina), USA: Class-8-Lkw
- Gastonia Parts Manufacturing Plant, Gastonia (North Carolina), USA: Fahrerhäuser, Fahrgestelle, Komponenten
- Thomas Built Buses Manufacturing Plant, High Point (North Carolina), USA: Busse
- Mount Holly Truck Manufacturing Plant, Mount Holly (North Carolina): mittelschwere Lkw
- Portland Truck Manufacturing Plant, Portland (Oregon), USA: Lkw der Marke Western Star Trucks – 4900 EX, 4900 SA, 4900 FA und 6900 XD; Lkw der Marke Freightliner: Century Class S/T, Columbia und Coronado-Modelle; schwere Militärfahrzeuge
- Detroit Diesel Redford Plant, Detroit (Michigan), USA: Motoren, Achsen und Getriebe für Freightliner-Lkw
- Freightliner Custom Chassis Corporation Manufacturing Plant, Gaffney (South Carolina), USA: Fahrgestelle für Sonderfahrzeuge
- Santiago Tianguistenco (Mexiko), Truck Manufacturing Plant: Lkw der Marke Freightliner
- Saltillo (Mexiko), Truck Manufacturing Plant: Lkw der Marke Freightliner

### Mercedes-Benz in Argentinien
- González Catán: Produktion von Motoren, Achsen, Getrieben sowie Transportern, Lkw und Bussen

### Mercedes-Benz in Brasilien
- São Bernardo do Campo: Produktion von Motoren, Achsen, Getrieben sowie leichten Lkw und Bussen
- Juiz de Fora: Produktion von mittelschweren und schweren Lkw

### Daimler Truck in Russland
- Nabereschnyje Tschelny: 15 Prozent Beteiligung am Hersteller KAMAZ.[37] Zulieferung von Fahrerhäusern aus Wörth, Achsen aus Kassel und Gaggenau sowie von Motoren aus Mannheim. Die Komponenten werden in schweren KAMAZ-Lkw (6×6) sowie in Bussen verbaut.
- CKD-Produktionsstandort des Joint Ventures Daimler Kamaz RUS (DK RUS). Kapazität von bis zu 6000 Mercedes-Benz-Lkw (Actros/Axor/Atego).
- Im Rahmen des Gemeinschaftsunternehmens Daimler Kamaz RUS (DK RUS)[38][39][40] soll in Nabereschnyje Tschelny bis zum Jahr 2020 ein neues Werk für die Produktion von Rahmen für Mercedes-Benz-Fahrerhäusern gebaut werden. In Russland produzierte Lkw von KAMAZ und Mercedes-Benz sollen damit ausgestattet werden.[41][42][43]

### Daimler Truck in China
Joint Venture Beijing Foton Daimler Automotive mit Beiqi Foton Motor zur Produktion des schweren Lkw Foton Auman und seit September 2022 auch des Actros.

### Daimler Truck Asia
- Kawasaki Plant (Kanagawa/Japan): Hauptverwaltung und Produktion von Lkw der Marke Mitsubishi Fuso, Motoren, Komponenten
  - Montagewerk für Canter und eCanter in Tramagal, Portugal
- Nakatsu Plant (Kanagawa/Japan): Getriebe
- Mitsubishi Fuso Bus Manufacturing, Fuchu (Toyama/Japan): Busse
- Werk Oragadam Lkw, Daimler India Commercial Vehicles, BharatBenz[45][46]

### Daimler Truck in der Türkei
- Aksaray: Produktion von Atego, Axor, Actros und Unimog, Produktentwicklung